# Egenansikte

Ett egenansikte (eng. eigenface) är ett standardansikte skapat utifrån en stor mängd ansikten i en databas, som fångar de viktigaste egenskaperna hos ett ansikte. När man har skapat en mängd av egenansikten kan ett godtyckligt ansikte approximeras som en summa av egenansikten, vilket är mycket användbart i ansiktsigenkänning. 

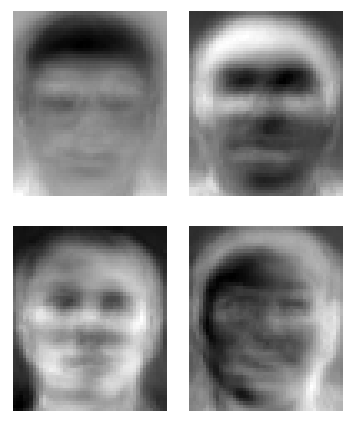
Några egenansikten.

Egenansiktena skapas genom att man utifrån många bilder på ansikten normerar dem så att de har samma upplösning och position på ögon och mun. Därefter används principalkomponentanalys (PCA) för att plocka ut de ansikten som bäst beskriver alla ansikten i mängden. I PCA:n beräknas nämligen egenvektorer och egenvärden, där egenvektorerna är de som kallas egenansikten. Egenansiktena är de riktningar som ansiktena skiljer sig från medelvärdesbilden av alla ansikten. Ofta behåller man de egenansikten som har högst egenvärden och därmed är mest representativa. Alla egenansikten är ortogonala och bildar en bas för ett underrum till alla möjliga ansikten.